# Villa Sizzo de Noris

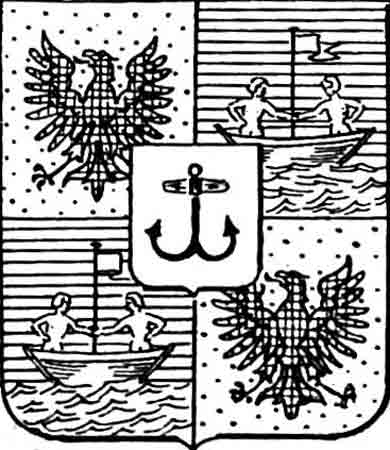
Stemma nobiliare della famiglia Sizzo

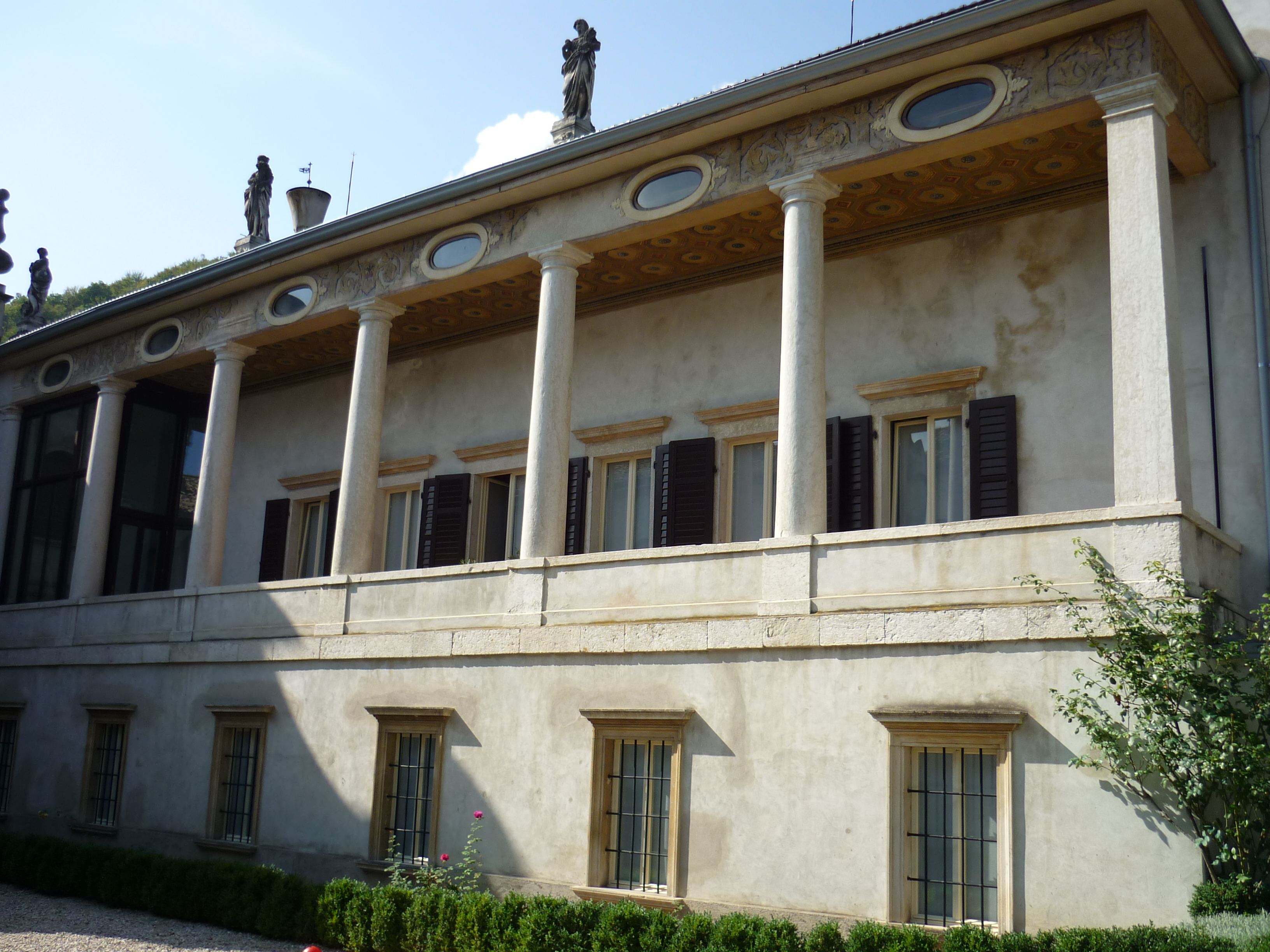
Loggiato dorico ad opera di Francesco Ranzi

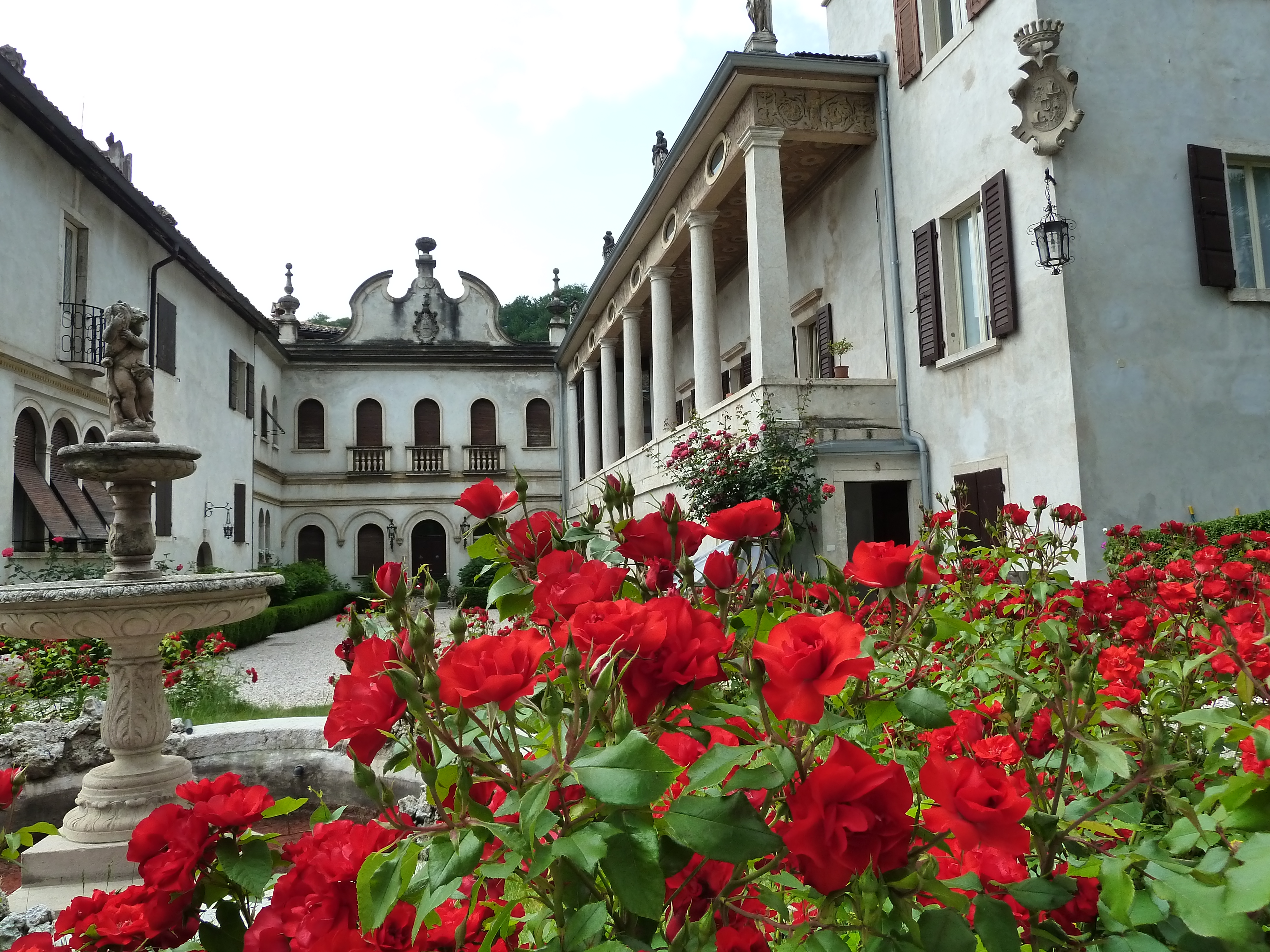
Corte

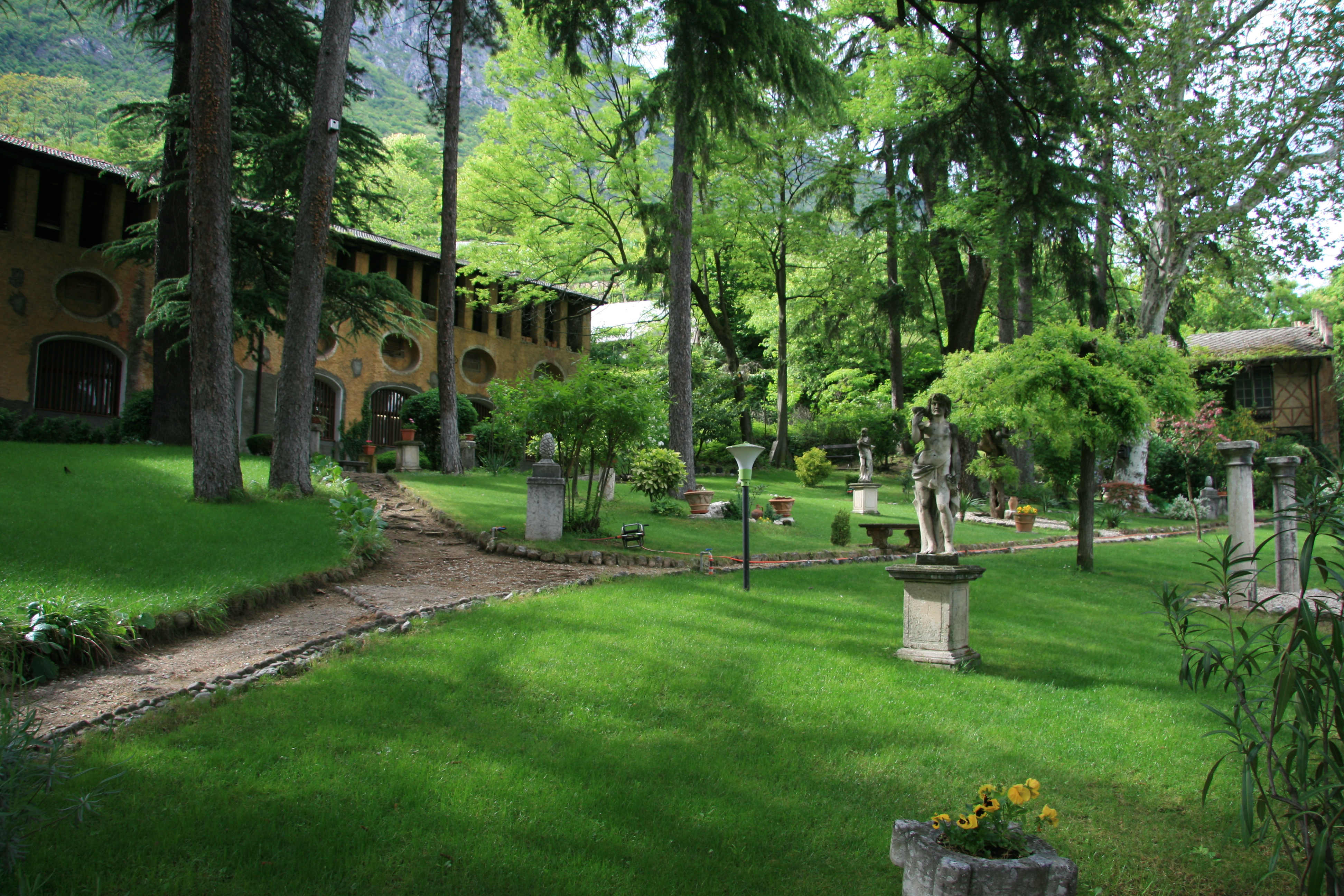
Veduta del parco, sullo sfondo il caseggiato giallo nei secoli adibito a diversi usi

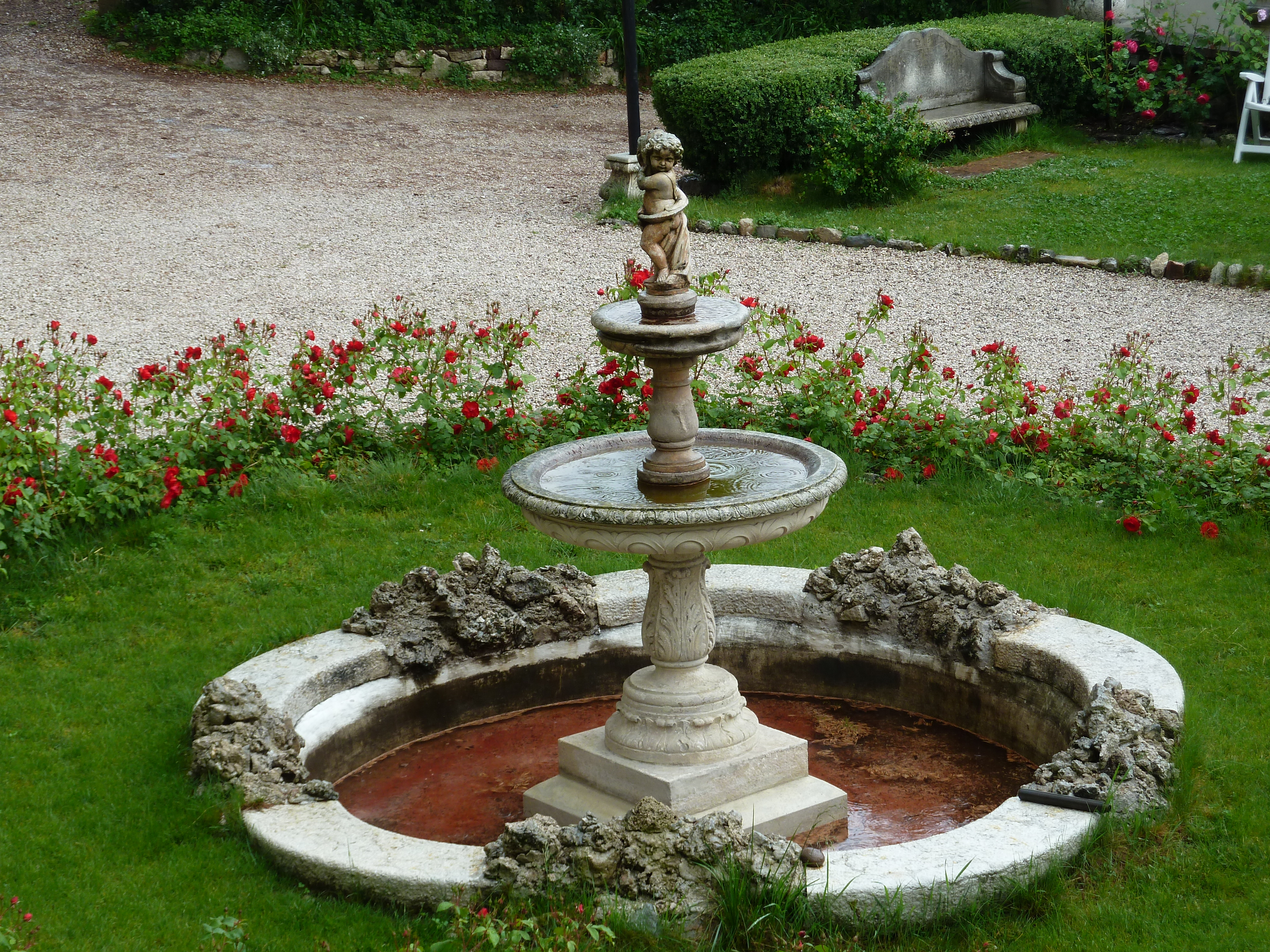
Fontana

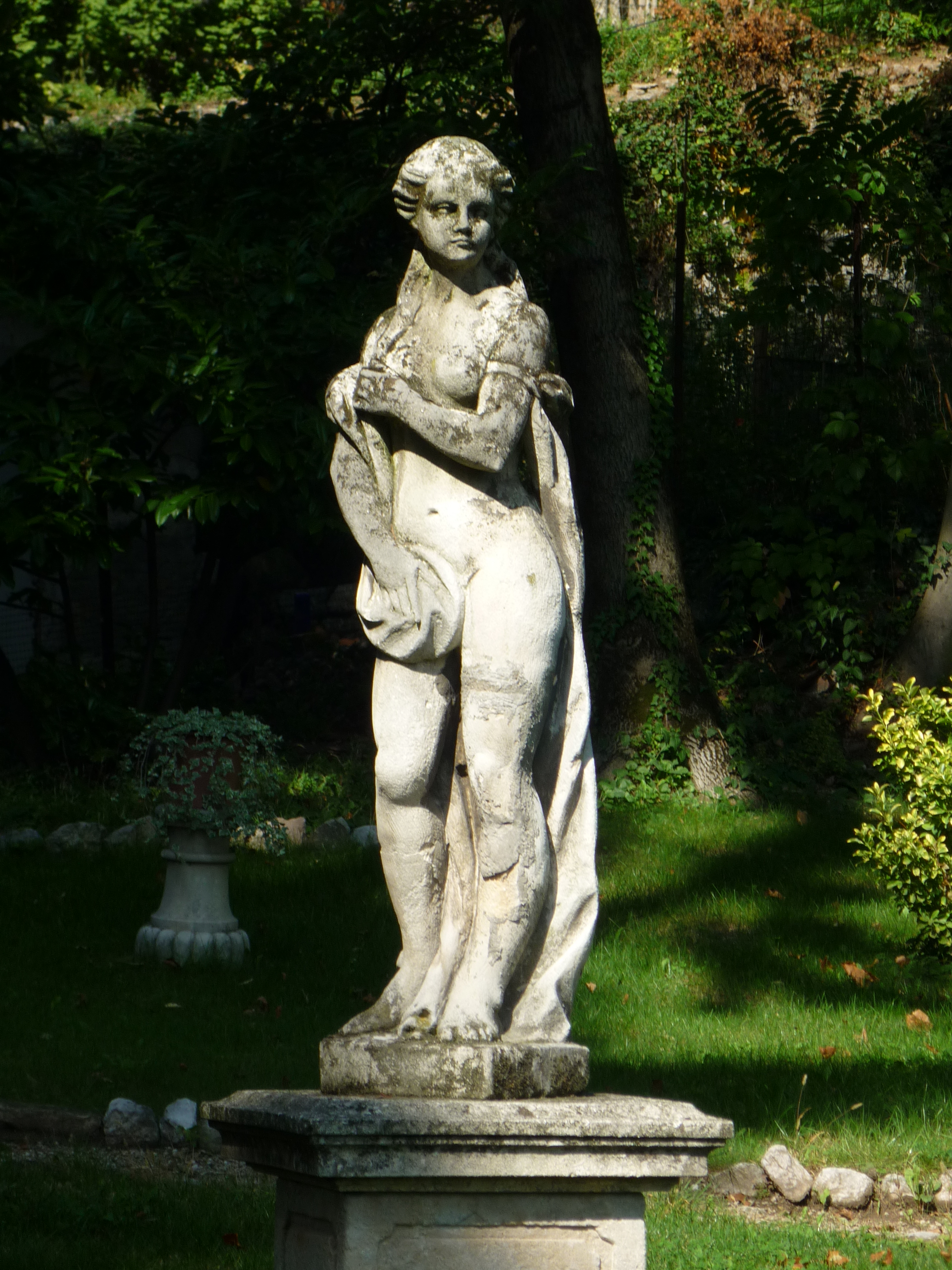
Venere, una delle statue che ornano il parco

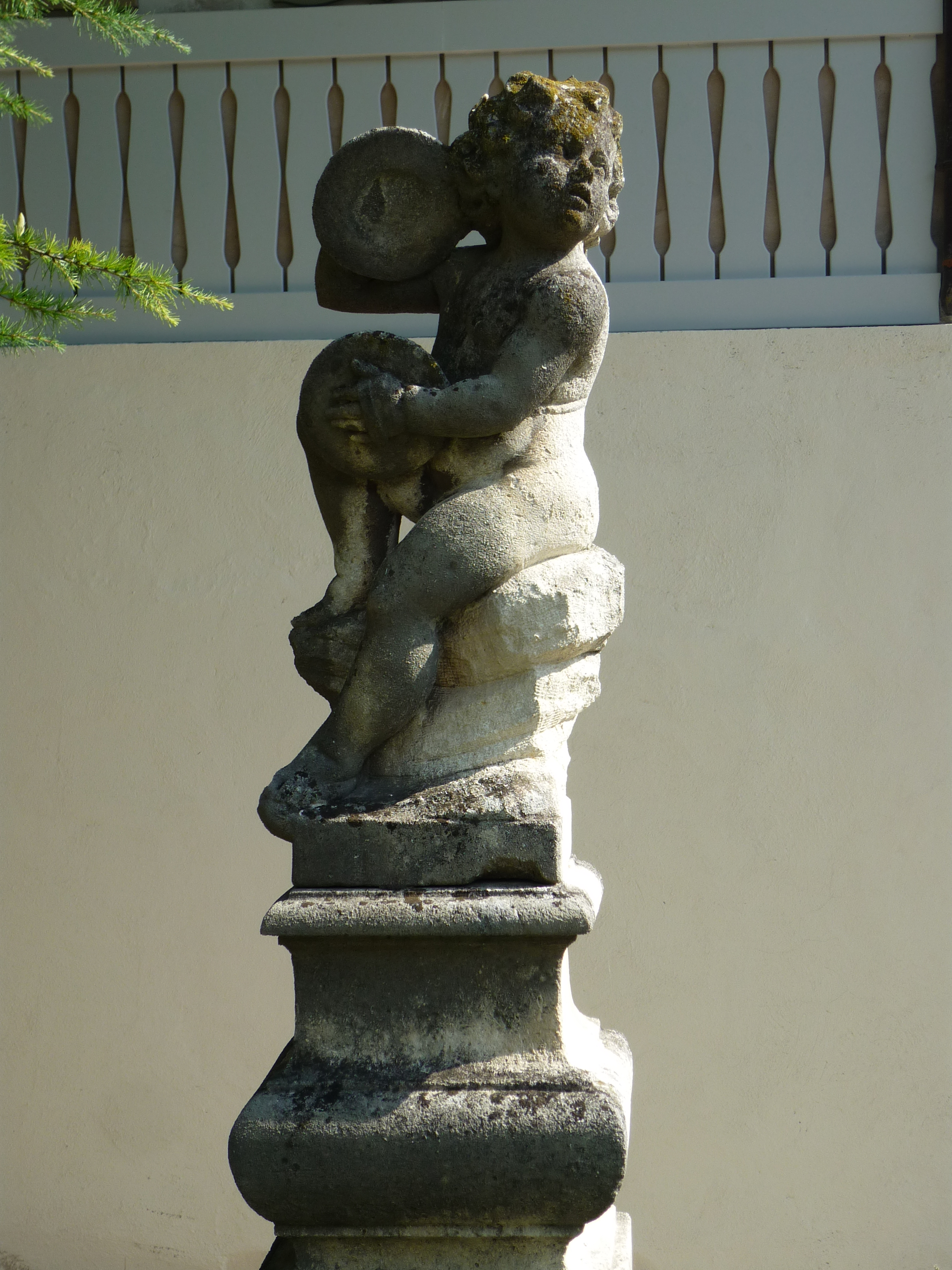
Putto musicante

Villa Sizzo de Noris è un edificio che si trova a Ravina, frazione a sud della città di Trento.

## Storia
La villa appartenne per diversi secoli ai conti Sizzo, nobile casato che raggiunse l'apice del prestigio politico con l'elezione a principe-vescovo di un suo membro, Cristoforo Sizzo (1706-1776). La villa è il risultato dell'accorpamento di edifici risalenti a epoche diverse. I primi fabbricati sono documentati già dalla fine del Quattrocento. Dagli estimi del XVII secolo è possibile dedurre con certezza che i Sizzo erano proprietari già allora di quell'insieme di edifici che più tardi costituiranno un corpo unico, ma che all'epoca altro non era che una casa con annessi rustici. Probabilmente fu a partire da metà Settecento che i Sizzo si preoccuparono di abbellire e rendere più accoglienti tali edifici, aderendo così alla moda dell'epoca che voleva le famiglie patrizie possedere, oltre al palazzo di città, una casa in campagna dove trascorrere nella frescura i mesi caldi e dove dilettarsi in letture e attività rilassanti. Nel 1823 la contessa Marianna Sizzo abbellì la villa arricchendola di un ampio giardino in stile romantico con zona panoramica. La contessa fu persona molto attenta e artisticamente sensibile. Nella seconda metà dell'Ottocento Francesco Ranzi, attivo costruttore del tempo e noto dilettante di archeologia, si occupò dell'abbellimento e del restauro conservativo della villa. A lui si deve lo splendido ed elegante loggiato in stile neoclassico. Negli anni 1908-1910 fu costruita la necessaria aggiunta per rendere il complesso unitario. La facciata fu progettata secondo uno stile settecentesco, in maniera tale da creare un'unitarietà con le altre parti del complesso nobiliare. L'ultima contessa Sizzo residente sul luogo risale al 1978, nel 1979 vendette l'intero compendio immobiliare alla famiglia Zambaiti, la quale restaurò e ristrutturò la villa completamente. Nello stesso anno la Provincia autonoma di Trento dichiarò villa Sizzo de Noris bene immobile di particolare interesse storico-artistico. Attualmente la villa appartiene a più proprietari che lavorano in sincronia per tutelare, proteggere e conservare al meglio questo bene di valore.

## Descrizione
A villa Sizzo si accede attraverso un importante portale in pietra bugnata calcarea di forma quadrata che reca sul concio di chiave lo stemma della famiglia nella sua variante più antica: nella parte superiore campeggia un'aquila, le cui zampe poggiano sulla fascia sottostante e in quella inferiore è scolpita una barca con la vela ingrossata dal vento che ospita due bambini svestiti nell'atto di tenersi per mano. Il contrassegno famigliare è sormontato dalla corona comitale, titolo di cui la famiglia poté fregiarsi a partire dall'anno 1658. Dopo aver seguito il percorso a serpentina e leggermente in salita della stradicciola, ecco che ci si trova di fronte alla parte artisticamente e storicamente di maggior pregio della villa. Il complesso si presenta oggi come un corpo unitario ma ciò è dovuto alle varie sistemazioni avvenute nel corso dei secoli. La più importante risale alla metà dell'Ottocento ad opera di Francesco Ranzi. Il fabbricato, a forma di ferro di cavallo, è composto da un corpo principale e da due prolungamenti laterali. Il corpus centrale, disposto su due livelli, termina con un piacevole frontone che si evolve in due ampie volute. Questa struttura centrale è stata datata intorno al Settecento dagli storici dell'arte; oggi però, in base ai sondaggi effettuati durante i lavori di restauro svolti negli ultimi decenni e all'analisi delle mappe ottocentesche, si può affermare che tale parte dell'edificio nobiliare non appartiene al XVIII secolo bensì fu costruita attorno ai primi anni del Novecento, nel 1908-1910 circa, come riportato anche nella corrispondenza privata fra gli allora proprietari. Probabilmente fu edificato con lo scopo di unire i due edifici presenti uno di fronte all'altro nella corte, creando così un complesso unico e comunicante, ma anche con la volontà di chiudere la villa ed il suo giardino ai paesani. Al piano terra si trova una piccola cappella privata con annessa sacrestia. L'ala orientale, su due livelli, ha un aspetto semplice e pulito. Sul tetto si ergono dei bellissimi comignoli ognuno di diversa manifattura: alcuni sono in pietra, altri in mattoncini di cotto, ma il più interessante e affascinante è senza dubbio quello costituito da una colonnina tortile di pietra, poggiante su di un basamento con il capitello decorato con motivi fogliacei. L'ala occidentale, su tre livelli, prosegue, al primo piano, con un delizioso loggiato dorico che fu costruito da Francesco Ranzi nella seconda metà dell'Ottocento. La cornice che sovrasta il loggiato è riccamente decorata con motivi faunistici e floreali che si esauriscono in piacevoli viluppi. Anche il soffitto del loggiato è ornato con pitture di tipo geometrico: file di ottagoni color senape incorniciati d'oro con al centro una rosetta blu si alternano a file di quadrati color porpora, sempre incorniciati d'oro, con nel mezzo una rosetta dorata. I dipinti che decorano il cornicione e il soffitto del loggiato, come anche quelli che decorano le sale al primo piano, appartengono con molta probabilità al periodo in cui Ranzi operò ingenti e cospicui lavori di riqualificazione dello stabile. Sul tetto si ergono su dei piedistalli quattro statue, in pose aggraziate ed eleganti, raffiguranti le quattro stagioni e due bellissimi comignoli alla maniera veneziana. Gli artistici fumaioli, le eleganti statue e le cimase a fiamma che s'innalzano sui tetti della villa sembrano quasi volerne mitigare la pronunciata orizzontalità. Al piano terra si trovano degli avvolti; ciò permette di presumere che questi luoghi siano stati adibiti nei secoli alla conservazione degli alimenti. Accanto al loggiato il complesso prosegue con un edificio di gusto medioevale. La facciata è ingentilita da una coppia di bifore gotiche trilobate e da una lapide murata in cui sono scolpiti alcuni versi della Divina Commedia (Paradiso, canto XVI, versi 106-108) riguardanti gli avi della famiglia Sizzo:
LO CEPPO DI CHE NACQUERO I CALFUCCI ERA GIA' GRANDE E GIA' ERAN TRATTI A LE CURULE SIZZII ED ARRIGUCCI    Dante La Divina Commedia Paradiso Canto XVI.
È attribuita alla famiglia nobile Sizzo un'origine toscana; tuttavia non vi sono basi storiche certe che avvalorino tale discendenza. Proseguimento dell'ala occidentale è un curioso caseggiato giallo basso e lungo, destinato un tempo alle scuderie, in seguito usato come filanda, manifattura tabacchi e luogo di lavorazione di prodotti agricoli. L'edificio è composto da tre ordini di aperture; al piano terra vi sono delle grandi finestre ad arco allungate, nella parte mediana degli ovali, mentre nella parte alta vi sono delle ampie fenditure rettangolari senza serramenti che servivano un tempo per aerare i locali. Murati sulla facciata, si trovano alcuni mascheroni marmorei di bella manifattura.

## Parco
Gli spazi verdi, giardino e corte, appartenenti al complesso di villa Sizzo costituiscono un indiscutibile elemento di forte valenza paesaggistica in un contesto storico-ambientale di grande valore. Nei giardini storici delle ville trentine si possono ritrovare alcune costanti compositive: la dimensione ridotta e l'andamento in pendio della maggior parte dei siti. I parchi trentini che accompagnano le antiche residenze extraurbane sono prevalentemente di fattura ottocentesca. Di frequente, come nel caso di villa Sizzo de Noris, nello stesso spazio convivono due forme: le linee sinuose proprie del giardino ottocentesco e la geometria, anche molto semplice, del giardino all'italiana. Il parco e il belvedere furono sistemati nel 1823 per volontà della contessa Marianna Sizzo de Noris. L'impianto del giardino e del parco non deve essere cambiato di molto dalla sua progettazione ad oggi. Il giardino, allietato da statue e fontane, trapassa poi verso nord in un folto parco. Come già anticipato, lo spazio verde mescola in sé due stili: quello italiano e quello romantico. Il primo lo si ritrova nelle siepi di bosso (Buxus sempervirens), che fiancheggiano tutto il perimetro della villa, nella fontana circolare, nelle statue e nei vialetti di ghiaia. Lo stile romantico invece lo si vede nella scelta degli alberi, nello chalet di montagna e nella serra in fondo al parco al limitare del bosco. Al centro della corte si trova una fontana circolare di semplice manifattura formata da due vasche, finemente ornate con dei motivi, sovrapposte e completate in alto da una scultura, un grazioso putto, il volto rivolto verso la villa e tra le mani un grosso pesce, dalla cui bocca sgorga un getto d'acqua. Alla base della fontana vi è una terza vasca il cui perimetro è formato da finte rocce. All'interno del parco troviamo diverse opere litiche di bella manifattura. Bacco, Diana e Venere, figure della mitologia classica, si ergono su piedistalli. La scelta delle tre divinità non è da considerarsi casuale, così come la loro localizzazione all'interno del giardino. Il raffinato linguaggio della statuaria era anche un mezzo efficace per l'esaltazione della gloria del casato. Decorano il muricciolo di un balcone quattro statue di putti musicanti che suonano rispettivamente i piatti, il clavicembalo, il flauto e la lira. Dal balcone lo sguardo è catturato da una curiosa costruzione, piccola e in parte ricoperta di legno; si tratta di uno chalet di montagna, oggi totalmente restaurato, che serviva un tempo come luogo di svago dei signori e luogo ove esporre i trofei di caccia. A nord in fondo al parco si trova una serra in muratura disposta su due piani. In essa si riponevano le piante d'inverno, ma era usata anche come spazio di diletto. Il vivaio è orientato da est verso ovest, segue così il movimento del Sole nell'arco della giornata. Nel parco agli alberi e arbusti tipici della vegetazione spontanea se ne aggiungono altri, ornamentali ed esotici, che testimoniano l'azione dell'uomo. Troviamo un cedro del Libano (Cedrus libani), un tasso (Taxus baccata), un alloro (Laurus nobilis), un platano ibrido (Platanushybrida), un melograno (Punica granatum), un'acacia del Giappone (Sophora japonica pendula), vari cespugli di forsizia (Forsythia), palme (Whashingtonia) e rosai di diverse specie. Alcuni storici hanno notato una certa somiglianza tra questo parco e quello di villa Perotti a Covelo, Provincia di Trento. Il giardino e il parco, assieme alla villa, sono stati dichiarati d'interesse storico artistico e per questo protetti e vincolati dalla legge nº 1089/39 a partire dal 1978.